# Fransmalar
Fransmalar, Cosmopterigidae är en familj av fjärilar. Enligt Catalogue of Life ingår fransmalar i överfamiljen Gelechioidea, ordningen fjärilar, klassen egentliga insekter, fylumet leddjur och riket djur, men enligt Dyntaxa är tillhörigheten istället ordningen fjärilar, klassen egentliga insekter, fylumet leddjur och riket djur. Enligt Catalogue of Life omfattar familjen Cosmopterigidae 1677 arter. 

## Dottertaxa till fransmalar, i alfabetisk ordning[1][2]
- Acleracra
- Aeaea
- Aeronectris
- Afeda
- Aganoptila
- Agonismus
- Alloclita
- Allotalanta
- Amblytenes
- Ambonostola
- Anatrachyntis
- Anoncia
- Anorcota
- Antequera
- Aphanosara
- Aphthonetus
- Apothetodes
- Archisopha
- Ascalenia
- Ashibusa
- Asymphorodes
- Axiarcha
- Balionebris
- Bifascioides
- Bubaloceras
- Calanesia
- Calycobathra
- Chrysopeleia
- Chysopeleia
- Colonophora
- Cosmiosophista
- Cosmopterix
- Crobylophanes
- Cyphothyris
- Dhahrania
- Diatonica
- Diophila
- Diplosara
- Diversivalva
- Dorodoca
- Dromiaulis
- Dynatophysis
- Dysphoria
- Ecballogonia
- Echinoscelis
- Endograptis
- Eralea
- Eteobalea
- Euclemensia
- Euhyposmocoma
- Eumenodora
- Euperissus
- Falcatariella
- Gisilia
- Glaphyristis
- Haplochrois
- Haplophylax
- Harpograptis
- Hedroxena
- Helicacma
- Heterotactis
- Hodgesiella
- Homosaces
- Hyalochna
- Hyperdasysella
- Hyposmochoma
- Idiostyla
- Iressa
- Ischnangela
- Ischnobathra
- Isidiella
- Isostreptis
- Ithome
- Labdia
- Lallia
- Leptozestis
- Limnaecia
- Macrobathra
- Melanesthes
- Melanocinclis
- Melanozestis
- Meleonoma
- Meneptila
- Metagrypa
- Microzestis
- Mothonodes
- Neachandella
- Neelysia
- Neomariania
- Nepotula
- Obithome
- Orthromicta
- Otonoma
- Pancalia
- Parathystas
- Passalotis
- Pauroptila
- Pebops
- Pechyptila
- Periploca
- Persicoptila
- Pharmacoptis
- Phepsalostoma
- Phosphaticola
- Phthoraula
- Pristen
- Proterocosma
- Protogrypa
- Protorhiza
- Pseudascalenia
- Pycnagorastis
- Pyretaulax
- Pyroderces
- Ramphis
- Rhadinastis
- Rhinomactrum
- Sathrobrota
- Scaeosopha
- Scaeothyris
- Schendylotis
- Sematoptis
- Semolina
- Sindicola
- Siskiwitia
- Sorhagenia
- Spiroterma
- Stagmatophora
- Stilbosis
- Streptothyris
- Stromatitica
- Strophalingias
- Synploca
- Syntomaula
- Tanygona
- Teladoma
- Thectophila
- Tolliella
- Trachydora
- Trissodoris
- Ulochora
- Urangela
- Vulcaniella
- Zanclarches